# アッパレ! フジヤマ
『アッパレ! フジヤマ』は、シブがき隊の楽曲で、11枚目のシングル。1984年7月7日に発売。

## 解説
第35回NHK紅白歌合戦歌唱曲。3回目の出場を果たした。『喝!』と同じく牛乳石鹼のコマーシャルソングに使われた。

## 収録曲
全作詞：売野雅勇
1. アッパレ! フジヤマ
作曲：井上大輔
編曲：佐藤準
2. 爆弾児
作曲・編曲：後藤次利